# Шуруповский
Шуру́повский (Шуру́повка) — хутор во Фроловском районе Волгоградской области России. Административный центр Шуруповского сельского поселения
На хуторе родился Герой Советского Союза Иван Седов.

## География
Хутор расположен в 6 км юго-восточнее Фролово на реке Арчеда. Рядом, в 2 км севернее, находится посёлок Железнодорожный.

## Население
| 2002 | 2010 |
| ---- | ---- |
| 1023 | ↘925 |

Национальный состав
Согласно результатам переписи 2002 года, в национальной структуре населения русские составляли 88 % из общей численности населения в 1023 человека.

## Инфраструктура
В хуторе находятся школа, медучреждение, магазин. Хутор газифицирован и электрифицирован, есть водопровод, индивидуальное отопление. Дороги асфальтированные.

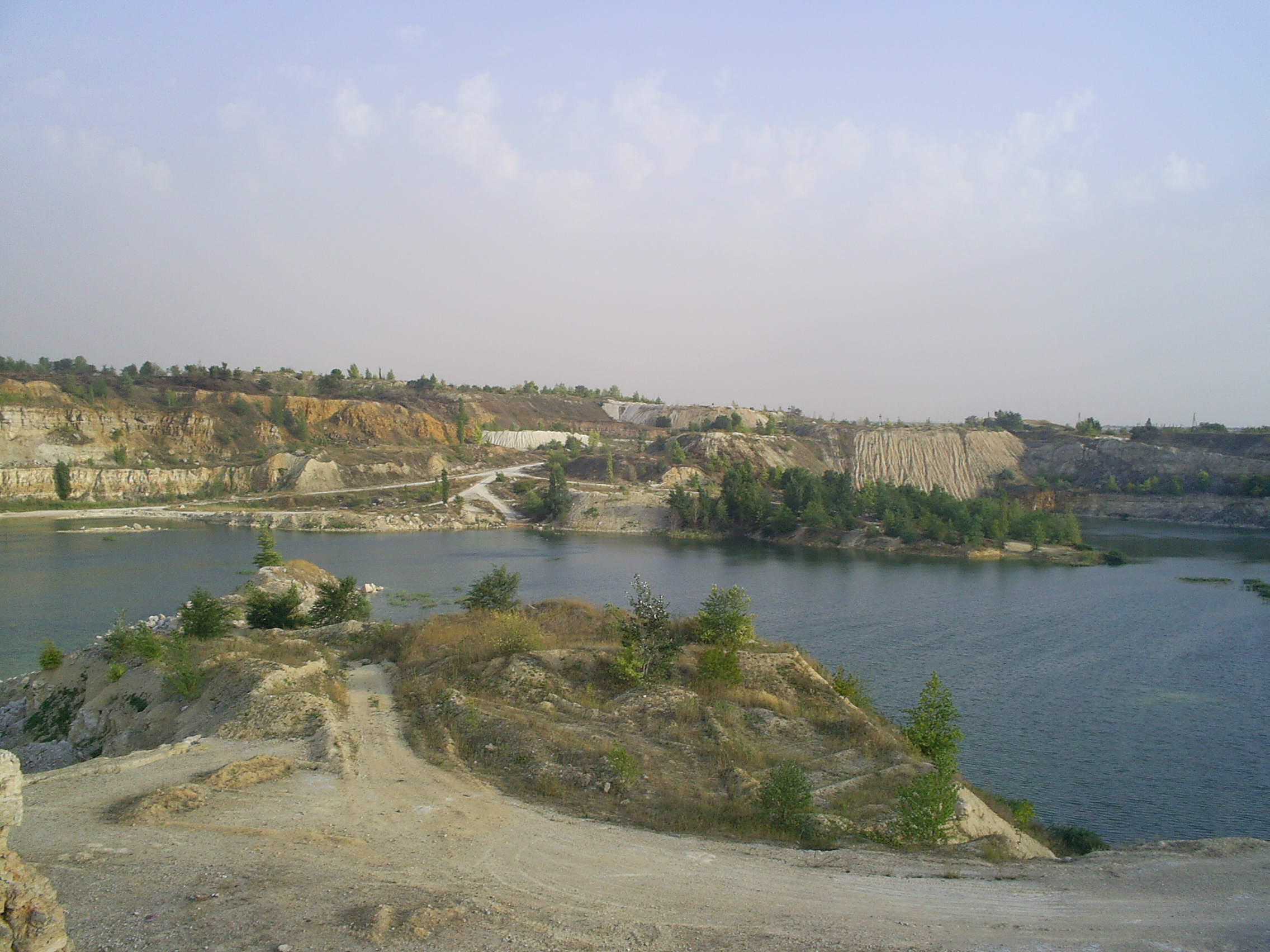
Заброшенный карьер

В окрестностях хутора — залежи каменных стройматериалов, на юго-западной расположен действующий карьер. Кроме того, на севере расположены ещё четыре заброшенных и затопленных карьера.